# Championnat de Belgique de football de troisième division 1953-1954
Navigation
saison précédente saison suivante
Le Championnat de Belgique de football D3 1953-1954 est la vingtième-cinquième édition du championnat de Division 3 belge. .
Le champion de chaque série est promu en Division 2 tandis que les deux derniers classés de chaque série sont relégués en Promotion.
On enregistre une performance assez rare avec le SRU Verviers qui obtient une troisième montée consécutive. Le matricule 34 passe de la P1 à la D2 en trois saisons !

## Participants 1953-1954
32 clubs prennent part à cette compétition, soit le même nombre que lors du championnat précédent. Les clubs dont le matricule est indiqué en gras sont encore actifs en 2021-2022.

### Série A

#### Localisations Série A
| \| Merksem Willebroek Rupel SK VG Oostende CS Brugeois Izegem Beveren St-Nicolas Hamme Termonde Aalst FC Renaisien RC Tournai Boussu Mons UR Namur \| Localisation des clubs engagés en Division 3A 1953-1954 |
| Merksem Willebroek Rupel SK VG Oostende CS Brugeois Izegem Beveren St-Nicolas Hamme Termonde Aalst FC Renaisien RC Tournai Boussu Mons UR Namur                                                               |

#### Participants Série A
| #  | Nom                                                | Mat. | Ville           | Stades                   | En D3 depuis    | Total en D3 | S. précédente     |
| -- | -------------------------------------------------- | ---- | --------------- | ------------------------ | --------------- | ----------- | ----------------- |
| 1  | Royal Football Club Renaisien                      | 46   | Renaix          | Parc Lagache             | 1953-1954 (1re) | 6 saisons   | Division 2 15e    |
| 2  | Royal Cercle Sportif Brugeois                      | 12   | Bruges          | stade E. De Smedt        | 1946-1947 (2e)  | 2 saisons   | 8e Série B        |
| 3  | Royal Racing Club Tournaisien                      | 36   | Tournai         | Drève de Maire           | 1949-1950 (5e)  | 18 saisons  | 5e Série B        |
| 4  | Koninklijke Vanneste Genootschap Oostende          | 31   | Ostende         | ??                       | 1951-1952 (3e)  | 16 saisons  | 11e Série B       |
| 5  | Royal Albert Elisabeth Club Mons                   | 44   | Mons            | stade Ch. Tondreau       | 1952-1953 (2e)  | 22 saisons  | 6e Série B        |
| 6  | Koninklijke Athletische Vereniging Dendermonde     | 57   | Termonde        | ??                       | 1952-1953 (2e)  | 16 saisons  | 2e Série B        |
| 7  | Koninklijke Sportclub Eendracht Aalst              | 90   | Alost           | Bredestraat              | 1951-1952 (3e)  | 6 saisons   | 7e Série B        |
| 8  | Union Royale Namur                                 | 156  | Namur           | stade des Champs-Elysées | 1950-1951 (4e)  | 16 saisons  | 14e Série B       |
| 9  | Royal Sporting Club Boussu-Bois                    | 167  | Boussu          | ??                       | 1948-1949 (6e)  | 7 saisons   | 9e Série B        |
| 10 | Koninklijke Football Club Vigor Hamme              | 211  | Hamme           | ??                       | 1952-1953 (2e)  | 4 saisons   | 13e Série B       |
| 11 | Kon. Oude-Leerlingen St-Eduardus Merksem Sportclub | 544  | Merksem         | ??                       | 1951-1952 (3e)  | 5 saisons   | 11e Série A       |
| 12 | Football Club Izegem                               | 935  | Izegem          | ??                       | 1952-1953 (2e)  | 7 saisons   | 3e Série B        |
| 13 | Rupel Sportkring                                   | 2138 | Boom            | ??                       | 1952-1953 (2e)  | 6 saisons   | 7e Série A        |
| 14 | Sportkring Beveren-Waas                            | 2300 | Beveren         | Freethiel                | 1949-1950 (5e)  | 5 saisons   | 4e Série B        |
| 15 | Koninklijke Willebroekse Sportvereniging           | 85   | Willebroek      | Henry Pickery            | 1953-1954 (1re) | 14 saisons  | 1er Prom. Série D |
| 16 | Royal Excelsior Athletic Club Sint-Niklaas         | 239  | St-Nicolas/Waas | ??                       | 1953-1954 (1re) | 11 saisons  | 1er Prom. Série A |

### Série B
| #  | Nom                                              | Mat. | Ville      | Stades            | En D3 depuis    | Total en D3 | Province          |
| -- | ------------------------------------------------ | ---- | ---------- | ----------------- | --------------- | ----------- | ----------------- |
| 1  | Royal Stade Louvaniste                           | 18   | Louvain    | ??                | 1953-1954 (1re) | 8 saisons   | Division 2 16e    |
| 2  | Royal Football Club Sérésien                     | 17   | Seraing    | stade du Pairay   | 1952-1953 (2e)  | 7 saisons   | 5e Série A        |
| 3  | Royal Herve Football Club                        | 32   | Herve      | ??                | 1947-1948 (7e)  | 7 saisons   | 12e Série A       |
| 4  | Koninklike Tongerse Sportvereniging Cercle       | 54   | Tongres    | ??                | 1952-1953 (2e)  | 12 saisons  | 3e Série A        |
| 5  | Royal Club Sportif Schaerbeek                    | 55   | Schaerbeek | Parc Josaphat     | 1947-1948 (7e)  | 11 saisons  | 10e Série B       |
| 6  | Koninklijke Patria Football Club Tongeren        | 71   | Tongres    | ??                | 1936-1937 (15e) | 19 saisons  | 13e Série A       |
| 7  | Association Sportive Herstalienne Société Royale | 82   | Herstal    | ??                | 1952-1953 (2e)  | 17 saisons  | 2e Série A        |
| 8  | Koninklijke Football Club Herentals              | 97   | Herentals  | ??                | 1952-1953 (2e)  | 10 saisons  | 6e Série A        |
| 9  | Koninklijke Football Club Turnhout               | 148  | Turnhout   | Villapark         | 1952-1953 (2e)  | 2 saisons   | 4e Série A        |
| 10 | Royal Stade Waremmien Football Club              | 190  | Waremme    | ??                | 1949-1950 (5e)  | 16 saisons  | 9e Série A        |
| 11 | Koninklijke Daring Club Leuven                   | 223  | Kessel-Lo  | ??                | 1952-1953 (2e)  | 16 saisons  | 12e Série B       |
| 12 | Football Club Winterslag                         | 322  | Winterslag | Nordlaanstadion   | 1950-1951 (4e)  | 9 saisons   | 14e Série A       |
| 13 | Voorwaarts Tienen                                | 3229 | Tirlemont  | ??                | 1951-1952 (3e)  | 4 saisons   | 10e Série A       |
| 14 | Patro Eisden                                     | 3434 | Eisden     | ??                | 1950-1951 (4e)  | 4 saisons   | 8e Série A        |
| 15 | Skill Racing Union Verviers                      | 34   | Verviers   | stade du Panorama | 1953-1954 (1re) | 8 saisons   | 1er Prom. Série C |
| 16 | Royal Cercle Sportif La Forestoise               | 51   | Forest     | stade communal    | 1953-1954 (1re) | 4 saisons   | 1er Prom. Série B |

### Localisations Série B
| \| FC Turnhout FC Herentals Schaerbeek La Forestoise St. Louvain DC Louvain V. Tienen Winterslag Patro Eisden Tongres Patria FC Waremme Seraing Herstal Herve SRU Verviers \| Localisation des clubs engagés en Division 3B 1953-1954 |
| FC Turnhout FC Herentals Schaerbeek La Forestoise St. Louvain DC Louvain V. Tienen Winterslag Patro Eisden Tongres Patria FC Waremme Seraing Herstal Herve SRU Verviers                                                               |

## Résultats et Classements
- Le nom des clubs est celui employé à l'époque

Légende
- Clubs champions et promus en Division 2 la saison suivante
- Clubs relégués en Promotion la saison suivante

Abréviations
 : club relégué de « Division 2 » depuis la saison précédente
 : Clubs promus de « Promotion » depuis la saison précédente

### Classement final - Division 3A
| Rang | Équipe                       | Pts | J  | G  | N | P  | Bp | Bc | Diff |
| ---- | ---------------------------- | --- | -- | -- | - | -- | -- | -- | ---- |
| 1    | K. FC IZEGEM                 | 41  | 30 | 17 | 7 | 6  | 56 | 31 | +25  |
| 2    | K. SC Eendracht Aalst        | 41  | 30 | 18 | 5 | 7  | 65 | 38 | +27  |
| 3    | R. RC Tournaisien            | 38  | 30 | 18 | 2 | 10 | 61 | 48 | +13  |
| 4    | UR Namur                     | 37  | 30 | 15 | 7 | 8  | 60 | 38 | +22  |
| 5    | R. SC Boussu-Bois            | 37  | 30 | 16 | 5 | 9  | 42 | 39 | +3   |
| 6    | K. Willebroekse SV           | 32  | 30 | 13 | 6 | 11 | 51 | 39 | +12  |
| 7    | R. CS Brugeois               | 31  | 30 | 14 | 3 | 13 | 57 | 48 | +9   |
| 8    | K. VG Oostende               | 29  | 30 | 13 | 3 | 14 | 55 | 57 | -2   |
| 9    | SK Beveren-Waas              | 28  | 30 | 10 | 8 | 12 | 45 | 57 | -12  |
| 10   | R. AEC Mons                  | 28  | 30 | 11 | 6 | 13 | 42 | 45 | -3   |
| 11   | K. FC Vigor Hamme            | 27  | 30 | 11 | 5 | 14 | 43 | 53 | -10  |
| 12   | R. FC Renaisien              | 26  | 30 | 11 | 4 | 15 | 42 | 48 | -6   |
| 13   | K. AV Dendermonde            | 25  | 30 | 9  | 7 | 14 | 46 | 54 | -8   |
| 14   | R. Excelsior AC Sint-Niklaas | 21  | 30 | 8  | 5 | 17 | 29 | 58 | -29  |
| 15   | Rupel SK                     | 20  | 30 | 6  | 8 | 16 | 38 | 55 | -17  |
| 16   | K. OLSE Merksem SC           | 19  | 30 | 7  | 5 | 18 | 40 | 64 | -24  |

### Classement final - Division 3B
| Rang | Équipe                | Pts | J  | G  | N  | P  | Bp | Bc | Diff |
| ---- | --------------------- | --- | -- | -- | -- | -- | -- | -- | ---- |
| 1    | SRU VERVIERS          | 43  | 30 | 16 | 11 | 3  | 66 | 33 | +33  |
| 2    | AS Hestalienne SR     | 40  | 30 | 17 | 6  | 7  | 39 | 22 | +17  |
| 3    | K. FC Herentals       | 38  | 30 | 15 | 8  | 7  | 65 | 39 | +26  |
| 4    | R. FC Sérésien        | 36  | 30 | 13 | 10 | 7  | 55 | 36 | +19  |
| 5    | K. Patria Tongeren FC | 32  | 30 | 13 | 6  | 11 | 54 | 52 | +2   |
| 6    | K. Tongerse SV Cercle | 31  | 30 | 13 | 5  | 12 | 52 | 49 | +3   |
| 7    | R. CS Schaerbeek      | 29  | 30 | 10 | 9  | 11 | 52 | 53 | -1   |
| 8    | Patro Eisden          | 29  | 30 | 11 | 7  | 12 | 54 | 55 | -1   |
| 9    | K. FC Turnhout        | 29  | 30 | 12 | 5  | 13 | 63 | 51 | +12  |
| 10   | K. Daring Club Leuven | 28  | 30 | 11 | 6  | 13 | 53 | 61 | -8   |
| 11   | R. Stade Louvaniste   | 28  | 30 | 12 | 4  | 14 | 49 | 54 | -5   |
| 12   | Voorwaarts Tienen     | 26  | 30 | 10 | 6  | 14 | 36 | 48 | -12  |
| 13   | R. CS La Forestoise   | 26  | 30 | 11 | 4  | 15 | 55 | 58 | -3   |
| 14   | R. Stade Waremmien FC | 25  | 30 | 8  | 9  | 13 | 42 | 56 | -14  |
| 15   | FC Winterslag         | 24  | 30 | 10 | 4  | 16 | 39 | 65 | -26  |
| 16   | R. Herve FC           | 16  | 30 | 6  | 4  | 20 | 30 | 72 | -42  |

## Résumé de la saison
- Champion 3A: K. FC Izegem (2e titre en D3)
- Champion 3B: SRU Verviers (2e titre en D3)

Douzième titre de D3 pour la Province de Flandre occidentale
Quinzième titre de D3 pour la Province de Liège
| Région flamande (18)            | Région flamande (18) | Province de Brabant (5)      | Province de Brabant (5) | Région wallonne (9)    | Région wallonne (9) |
| ------------------------------- | -------------------- | ---------------------------- | ----------------------- | ---------------------- | ------------------- |
| Province d'Anvers               | 5                    | Région de Bruxelles-Capitale | 2                       | Province de Hainaut    | 3                   |
| Province de Flandre-Occidentale | 3                    | Province du Brabant flamand  | 3                       | Province de Liège      | 5                   |
| Province de Flandre-Orientale   | 6                    | Province du Brabant wallon   | 0                       | Province de Luxembourg | 0                   |
| Province de Limbourg            | 4                    |                              |                         | Province de Namur      | 1                   |

1. ↑  Au niveau footballistique, la province de Brabant est toujours unitaire malgré sa partition territoriale en 1995.

### Admission / Relégation
Izegem et SRU Verviers sont promus en Division 2, où ils remplacent les deux relégués: le Tubantia FC et l'US Tournaisienne.
Herve FC, OLSE Merksem, Rupel SK et Winterslag sont renvoyés en Promotion, d'où sont promus Bressoux, La Louvière, Montegnée, et Waregem.

## Débuts en Division 3
Aucun club ne joue pour la première fois au 3e niveau national du football belge.